# Wojciech Zbanyszek
Wojciech Zbanyszek (ur. 10 kwietnia 1909 w Sobótce, zm. 4 kwietnia 1990 w Miłomłynie) – podoficer Wojska Polskiego II RP. Kawaler Orderu Virtuti Militari. Jeździec i trener, działacz sportowy i sędzia sportowy I klasy.
Syn Józefa i Magdaleny z d. Kwaśniewska.

## Okres służby wojskowej
W październiku 1928 roku powołany do 17 Pułku Ułanów Wielkopolskich. Tam ukończył pułkową szkołę podoficerską. W 1933 roku odbył kurs podoficerów zawodowych w Centrum Wyszkolenia Kawalerii w Grudziądzu. W kampanii wrześniowej jako dowódca 4 szwadronu(?!) w 17 Pułku Ułanów Wielkopolskich. W jego składzie walczył w bitwie nad Bzurą, wykonywał szarżę w Puszczy Kampinoskiej i w obronie Warszawy. Po kapitulacji stolicy i rozwiązaniu pułku przebywał w niewoli niemieckiej.

## Praca z końmi
Na podstawie umowy kapitulacyjnej powrócił do rodziny i pracował w Stadninie Koni w Racocie pod niemieckim zarządem wojskowym. W 1942 roku stadnina, wraz z całym personelem została przeniesiona do Schonbecken pod Hanowerem. Tu do codziennych obowiązków Wojciecha należała jazda konna.
W sierpniu 1947 roku został koniuszym w Państwowym Stadzie Ogierów w Łącku. W 1950 roku rozpoczął pracę w łobeskim Stadzie Ogierów na stanowisko starszego zootechnika. W tym samym czasie był też kierownikiem Zakładu Treningowego w Boninie. W 1963 roku przeprowadził się do Chyszowa i tam prowadził Stadninę Koni. Później był dyrektorem stadniny w Plękitach. Na emeryturę przeszedł w 1974 roku.

### Zawodnik
Karierę zawodniczą rozpoczął w sekcji jeździeckiej przy łobeskim Stadzie Ogierów. Startował m.in. w  mistrzostwach polski, na których odnosił znaczne sukcesy
- w 1953 roku w Sopocie zajął III miejsce i uzyskał tytuł II wicemistrza Polski w ujeżdżeniu na wałachu Carnaval
- w  1954 roku w Sopocie, w Mistrzowskim Konkursie Ujeżdżenia[a] zajął I miejsce i tytuł mistrza Polski na Carnavalu
- w 1956 roku w Gnieźnie, w dwuczęściowym konkursie ujeżdżenia zajął II miejsce i uzyskał tytuł I wicemistrza Polski na wałachu Dystans
- w 1957 roku w Poznaniu zajął I miejsce i tytuł mistrza Polski w ujeżdżeniu na Dystansie

## Ordery i odznaczenia
- Krzyż Srebrny Orderu Virtuti Militari
- Krzyż Walecznych
- medal „Za udział w wojnie obronnej 1939”;
- Medal Zwycięstwa i Wolności 1945
- Złota Honorowa Odznaka Polskiego Związku Jeździeckiego